# 장곡초등학교 (경기)
장곡초등학교는 대한민국 경기도 시흥시에 있는 공립 초등학교이다.
- 장곡동

## 학교 연혁
| 1949년 | 5월 31일 | 군자국민학교 장곡분교 개교(군자면 장곡리 514) |
| 1952년 | 4월 22일 | 장곡국민학교 승격                             |
| 1996년 | 3월 1일  | 장곡초등학교로 개칭                           |
| 1996년 | 6월 8일  | 학교 증개축, 구 군서초교 교사로 임시 이전     |
| 1999년 | 5월 17일 | 신축 교사로 이전                              |
| 2015년 | 9월 1일  | 제21대 김백현 교장 부임                       |

## 참고 자료
- 장곡초등학교 - 한국교육학술정보원 학교알리미